# Brothers in Arms: Earned in Blood
Brothers in Arms: Earned in Blood – gra komputerowa z gatunku strzelanek pierwszoosobowych w realiach II wojny światowej, wyprodukowana przez Gearbox Software i wydana w 2005 przez Ubisoft. Jest to kontynuacja gry Brothers in Arms: Road to Hill 30, głównym bohaterem tym razem jest sierżant Joe „Red” Hartsock, wcześniej należący do oddziału Bakera.

## Fabuła
Historia jest opowiedziana w formie retrospekcji, które po krótkiej cutscenie przenoszą gracza do wcześniejszych wydarzeń. W filmikach przerywnikowych pomiędzy misjami, rozgrywającymi się 15 dni po D-Day, historyk armii amerykańskiej pułkownik S.L.A. Marshall przeprowadza wywiady ze spadochroniarzami, w tym z głównym bohaterem – sierżantem Joe Hartsockiem.
Fabuła jest podzielona na trzy akty. Akt pierwszy to wspomnienie czasu spędzonego przez Hartsocka w oddziale sierżanta Matta Bakera podczas początkowego etapu walk w Normandii. Drugi akt rozpoczyna się, gdy obejmuje on dowództwo nad 2. drużyną w 3. plutonie podczas wyzwolenia i obrony Carentan oraz ostatecznego połączenia sił 82. i 101 Dywizji Powietrznodesantowej w mieście Baupte. Ostatni akt dzieje się w mieście Saint-Sauveur-le-Vicomte i jego okolicach, gdzie toczone są ciężkie walki mające na celu otwarcie wojskom amerykańskim drogi do Cherbourga. Chociaż pierwszy akt pokrywa się czasowo z akcją Road to Hill 30, to pokazuje epizody z walk, które nie zostały zaprezentowane w pierwszej części serii.

## Rozgrywka
Rozgrywka w Earned in Blood jest podobna do Brothers in Arms: Road to Hill 30. Gracz zazwyczaj obejmuje dowództwo nad dwoma drużynami spadochroniarzy, aby przy pomocy taktyki Four Fs – Find, Fix, Flank, and Finish wykonywać kolejne zadania bojowe. Gra zniechęca do walki w pojedynkę, ograniczając możliwości gracza realistycznym systemem celowania i niską wytrzymałością postaci oraz sztuczną inteligencją, która nakazuje wrogom chowanie się za osłonami. Aby pomyślnie ukończyć misję, gracz musi przestudiować układ pola bitwy, przytłoczyć wroga ogniem zaporowym jednej ze swoich drużyn (zwykle drużyny ogniowej) i nakazać drugiej drużynie (zwykle drużynie szturmowej) flankowanie wroga.
W porównaniu z częścią pierwszą w grze znacznie ulepszono sztuczną inteligencję przeciwników, którzy potrafią teraz zmieniać swoje zachowanie adekwatnie do działań gracza, a projekty poziomów są bardziej otwarte niż w oryginale.

## Odbiór gry
Brothers in Arms: Earned in Blood spotkała się z pozytywnym odbiorem recenzentów na Windows i Xboksie, uzyskując odpowiednio 84/100 oraz 85/100 punktów według agregatora recenzji Metacritic. Oceny krytyków na platformie PlayStation 2 były mieszane – średnia wyniosła 71/100.
Podczas 9. dorocznej gali Interactive Achievement Awards gra otrzymała nominację do nagrody za „wybitne osiągnięcie w przedstawieniu historii i rozwoju postaci”.